# Палена (митологија)
Палена је у грчкој митологији била кћерка краља трачких Одоманта, Ситона.

## Митологија
Била је кћерка краља Ситона и нимфе Анхироје, Анхиноје или Мендеиде и Ројтејина сестра. Описана је као изузетно лепа и зато је имала много просилаца. Међутим, краљ није био вољан да се одвоји од своје кћерке и изазивао их је на двобој до смрти, те много њих побио. Када су руку његове кћерке затражили Дријант и Клит, Ситон је захтевао да се боре један против другога. Палена је била наклоњенија Клиту, па је подмитила Дријантовог кочијаша да из кочија свог господара извуче чивије. Тако је обезбедила победу Клиту и он је убио свог противника. Ипак, њен отац је увидео превару и решио да сурово казни своју кћерку; да је живу спали на ломачи на којој је требало да се спали Дријантово тело. Од смрти ју је спасила или изненадна киша или појава богиње Афродите. Краљ је одустао од своје намере и прихватио Клита за зета, који га је наследио на престолу. Према другој причи, Ситон је гајио грешну љубав према кћерки, па је зато спречавао њену удају. Због тога и због убиства многих јунака га је казнио Дионис, убивши га тирсом, а онда се сам оженио Паленом. Постоји и прича према којој се она рвала са својим удварачима, побеђивала их и убијала, све док је није поразио Дионис. Према овој хероини је истоимено полуострво добило назив.

## Друге личности
Палена је била и нимфа Алкионида чије име или указује да је потицала са полуострва Палене или је изведено од грчке речи pallô у значењу „витла“.